# Pterocaulon redolens
Pterocaulon redolens là một loài thực vật có hoa trong họ Cúc. Loài này được (G.Forst. ex Willd.) Benth. ex Fern.-Vill. miêu tả khoa học đầu tiên năm 1880.